# Реслманія Х-Сім
«Реслманія» (англ. «WrestleMania», в хронології відома як «Реслманія Х-Сім») — сімнадцята Реслманія в історії. Шоу проходило 1 квітня 2001 року у Х'юстоні в Астродом.
Шоу коментували Джим Росс і Джеррі «Король» Лоулер.